# Pressão capilar
Em hidrostática, pressão capilar é a diferença em pressão através da interface entre dois fluidos imiscíveis, definida como
{\displaystyle p_{c}=p_{\text{fnm}}-p_{\text{fm}}}
Onde pfnm é a pressão da "fase não molhada", aquela que não está em contato com o fluido e pfnm a pressão da "fase molhada", aquela em contato com o fluido.
Noutros termos, a pressão capilar é uma medida da tendência de um meio poroso "succionar" o fluido molhante ou "repelir" fluido não-molhante, sendo a diferença de pressão existente entre duas fases decorrente das tensões interfaciais, propiciando que o deslocamento dos fluídos nos poros seja auxiliado ou dificultado por tal diferença de pressão.
Em sistemas água-óleo, a água é tipicamente a fase molhada, enquanto que para os sistemas óleo-gás, o óleo é geralmente a fase molhada.
A equação de Young–Laplace afirma que esta diferença de pressão é proporcional à tensão interfacial, {\displaystyle \gamma }, e inversamente proporcional ao raio efetivo, {\displaystyle r}, da interface, isso também depende do ângulo de molhamento, {\displaystyle \theta }, do líquido na superfície da capilaridade.
{\displaystyle p_{c}={\frac {2\gamma \cos \theta }{r}}}
A equação para a pressão capilar é somente válida sob equilíbrio capilar, o que significa que não pode haver quaisquer fases fluindo.

## Em meios porosos
Em meios porosos, a pressão capilar é a força necessária para comprimir uma gota de hidrocarboneto através de uma garganta de poro (trabalha contra a tensão interfacial entre as fases de óleo e de água) e é maior para diâmetro de poro menor. A expressão para a pressão capilar permanece como anteriormente, i.e.,
{\displaystyle p_{c}=p_{\text{fnm}}-p_{\text{fm}}}
Entretanto, as grandezas {\displaystyle p_{c}}, {\displaystyle p_{\text{fnm}}} e {\displaystyle p_{\text{fm}}} são grandezas que são obtidas pela média dessas grandezas dentro do espaço poroso do meio poroso ou estatisticamente ou também utilizando o método de volumes médios.
A correlação Brooks-Corey para a pressão capilar coloca que
{\displaystyle p_{c}=cS_{w}^{-a}}
onde {\displaystyle c} é a pressão capilar na entrada, {\displaystyle 1/a} é o índice de distribuição de tamanho dos poros e {\displaystyle S_{w}} é a saturação da água normalizada (ver permeabilidade relativa).